# Reino de Tanjavur
O Reino de Tanjavur ou Reino dos Nayaks de Tanjavur foi um reino centrado em Tanjavur, no sul da Índia, entre os séculos XVI e XVII.